# Visual Novel
Eine Visual Novel (japanisch ビジュアルノベル bijuaru noberu, deutsch ‚visueller Roman‘), oftmals als VN abgekürzt, ist ein interaktives, textbasiertes Videospiel, das gewöhnlich aus Japan stammt. Sie erzählen Geschichten, welche durch statische oder auf Sprites basierten Bildern, meist im Stil von Manga, manchmal auch durch Videos, untermalt wird. Aus dem Namen geht hervor, dass es sich um ein Medium handelt, welches verschiedene Medientypen zu einem mit einem Roman vergleichbaren Werk vereint.

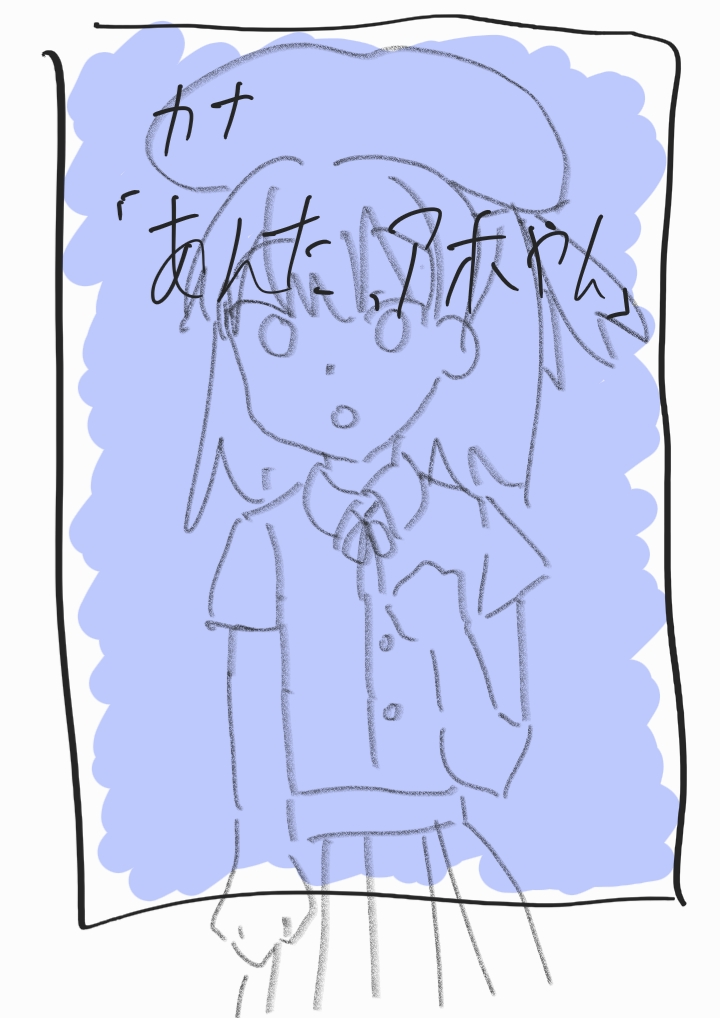
Schematische Zeichnung eines typischen Visual Novels. Man bemerke, dass die Textbox den gesamten Bildschirm einnimmt und den Charakter verdeckt.

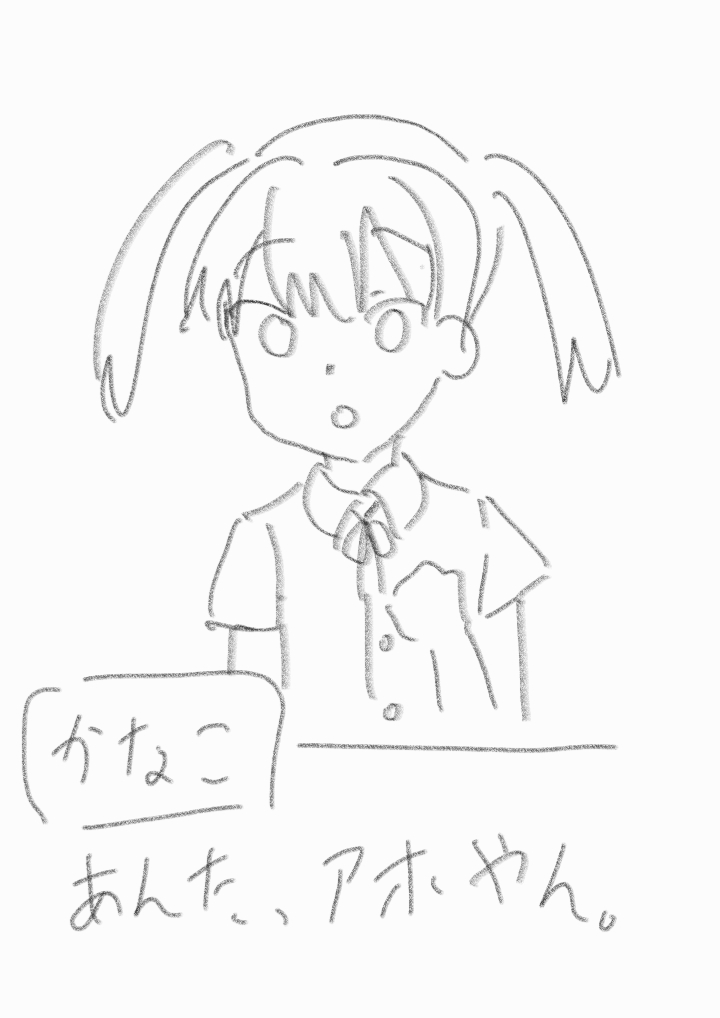
Schematische Zeichnung eines typischen Adventuregames. Die Textbox nimmt den unteren Teil des Bildschirms ein und präsentiert den Charakter.

In der japanischen Terminologie wird oft zwischen Visual Novels (abgekürzt NVL, abgeleitet von „Novel“), welche überwiegend eine Erzählung der Geschehnisse bietet, nur wenige interaktive Elemente hat und deren Textbox den gesamten Bildschirm einnimmt, und Adventure Games (abgekürzt AVG, oder ADV abgeleitet von „Adventure“ dt. Abenteuer), welche weitestgehend problemlösungsorientierte Spielmechaniken beinhalten und deren Textbox den unteren Teil des Bildschirms einnimmt, unterschieden. Diese Unterscheidung ist außerhalb Japans nur selten bzw. gar nicht geläufig, meist werden sowohl NVLs als auch ADVs von Fans als „Visual Novel“ bezeichnet. Dabei beschreibt Visual Novel eigentlich eher die äußere Form als das eigentliche Genre.
Visual Novels und ADVs sind besonders in Japan weit verbreitet, wo sie ungefähr 70 % der PC-Spiele, die im Jahr 2006 veröffentlicht wurden, darstellen.
Visual Novels werden nur selten exklusiv für Videospielkonsolen produziert, aber die bekannteren Titel wurden auch u. a. auf Systeme wie das Sega Saturn, Dreamcast, PlayStation Portable oder Xbox 360 portiert. Berühmtere Visual Novels werden häufig auch als Light Novel, Manga oder Anime umgesetzt. Der Markt für Visual Novels außerhalb Ostasiens ist noch klein, obwohl eine Reihe von Animes, die auf Visual Novels basieren, sich bei Anime-Fans in der westlichen Welt großer Beliebtheit erfreuen und Kultstatus haben (bspw. Steins;Gate).

## Gameplay
Visual Novels unterscheiden sich durch ihr minimalistisches Gameplay von anderen Spielen. Ein Großteil der Spielerinteraktion beschränkt sich auf das Klicken, bzw., Drücken von Tasten, um die Handlung fortzusetzen (viele aktuelle Visual Novels haben eine Autopilot-Funktion oder eine Vorspultaste, welche dieses hinfällig machen) und dabei Entscheidungen zu treffen, die den weiteren Spielverlauf beeinflussen und die Weichen stellen, um auf eine Reihe ausgewählter Enden zuzusteuern. Eine weitere Eigenschaft ist der starke Fokus auf Prosa, da die Handlung durch Text erzählt wird. Diese Eigenschaft macht Visual Novels sehr ähnlich zu Büchern.
Die meisten Visual Novels haben mehrere Handlungsstränge und mehr als ein Ende; die Mechanik, die entscheidet das „richtige“ Ende zu wählen, wird durch verschiedene Multiple-Choice-Auswahlmöglichkeiten im Spielverlauf beeinflusst. Diese Art des Gameplays ist anderen handlungsorientierten Spielen oder den kürzeren, weniger detaillierten Spielbüchern sehr ähnlich. Viele Fans sehen Visual Novels als Ausnahme zu anderen Spielen, in denen der Schwerpunkt nicht auf der Erzählung liegt, an.
Einige Visual Novels beschränken sich nicht darauf, nur eine Handlung zu erzählen, sondern beinhalten noch andere Elemente. Ein Beispiel für diesen Ansatz ist Symphonic Rain, in dem der Spieler ein Musikinstrument spielen und eine gute Punktzahl erzielen muss, um die Handlung fortzusetzen. Normalerweise hat ein solches Objekt eine tiefere Bedeutung in der Geschichte für einen Charakter und den Zuschauer (beispielsweise Mayuris Taschenuhr aus Steins;Gate, welche öfters stehen bleibt).
Von Fans entwickelte Visual Novels sind ziemlich beliebt; es gibt mehrere kostenfreie Spielengines und Entwicklungsumgebungen, welche die Entwicklung vereinfachen sollen. Die bekanntesten sind NScripter, KiriKiri und Ren'Py.
In vielen Visual Novels wurden die Charaktere durch Sprecher vertont. Meistens wird der Haupt- bzw. Spielercharakter nicht vertont, obwohl alle anderen Charaktere vertont wurden. Dies soll es dem Spieler einfacher machen, sich mit dem Protagonisten zu identifizieren, da der Hauptcharakter meistens die meisten Sprechzeilen hat und sich somit an weniger Text bei der Entscheidungsfindung erinnern muss.

### Verzweigte Erzählungen

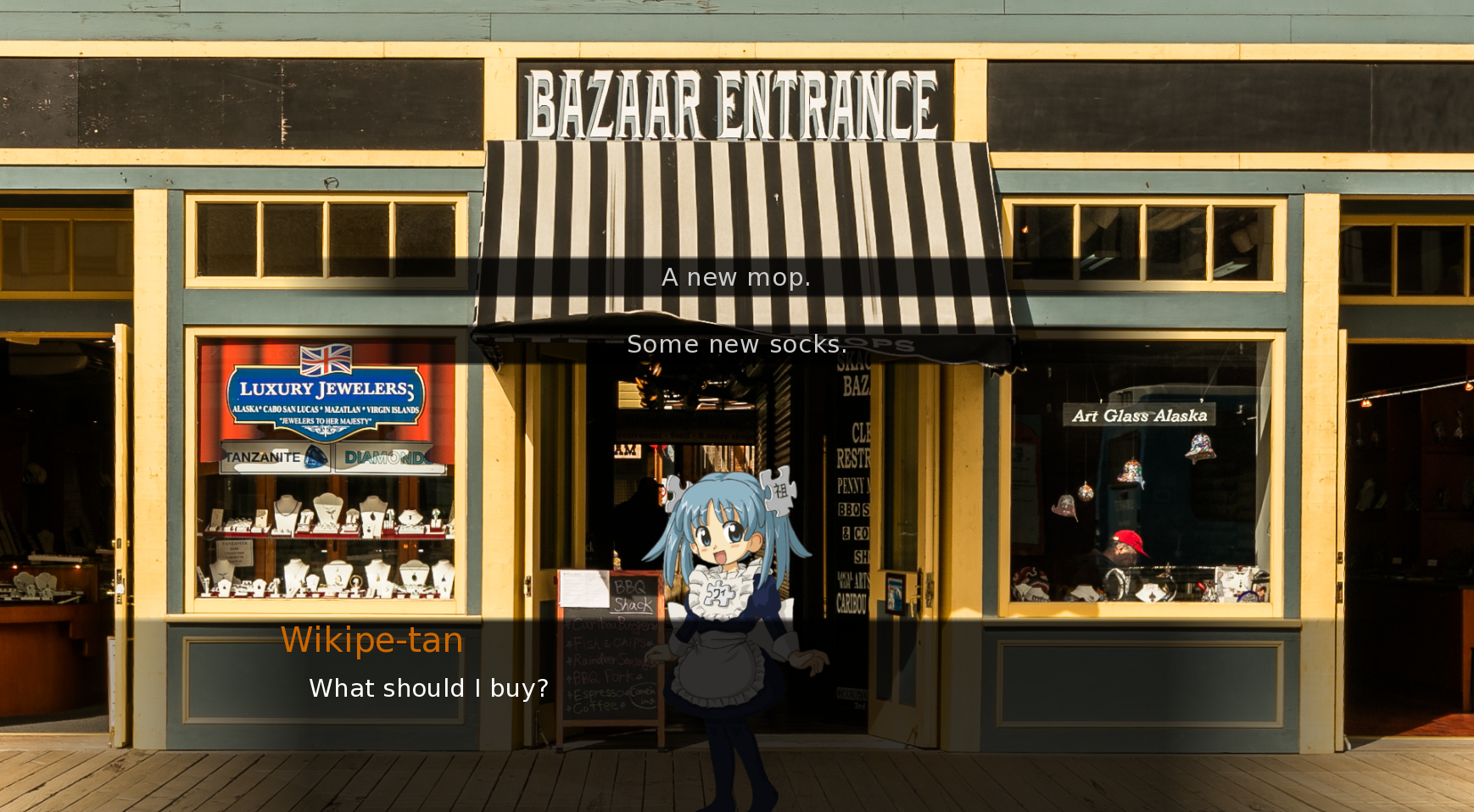
In vielen Visual Novels werden die Spieler vor Entscheidungen gestellt, die sie treffen müssen, um weiterzukommen.

Nichtlinear verlaufende Handlungen sind häufig in Visual Novels zu finden. Verzweigte Handlungsstränge werden eingebaut, um dem Spieler die Möglichkeit zu geben, durch seine Entscheidungen verschiedene Enden zu erreichen.
An Entscheidungspunkten haben Spieler die Möglichkeit, sich für eine Antwort, Aktion oder Handlung zu entscheiden und so einen bestimmten Handlungsstrang auszulösen, was zu vielen verschiedenen möglichen Ergebnissen führt.
Ein bekanntes Beispiel ist Zero Escape: Virtue’s Last Reward, bei dem fast jede Handlung und Dialogwahl zu völlig neuen Verzweigungen und Enden führen kann. Jeder Pfad enthüllt nur bestimmte Aspekte der Gesamthandlung, und erst nach dem Aufdecken aller möglichen unterschiedlichen Pfade und Ergebnisse durch mehrfaches Durchspielen fügen sich alle Komponenten zu einer kohärenten, gut geschriebenen Geschichte zusammen.
Die verzweigten Geschichten in Visual Novels sind eine Weiterentwicklung der Choose Your Own Adventure-Bücher (dt. Spielbücher). Das digitale Medium ermöglicht erhebliche Verbesserungen, wie z. B. die Möglichkeit, mehrere Aspekte und Perspektiven einer Geschichte vollständig zu erkunden. Eine weitere Verbesserung sind versteckte Entscheidungspunkte, die automatisch auf der Grundlage der früheren Entscheidungen des Spielers festgelegt werden. In Fate/stay night beispielsweise beeinflusst das Verhalten der Spielerfigur gegenüber Nicht-Spieler-Charakteren im Verlauf des Spiels die Art und Weise, wie diese in späteren Szenen auf die Spielerfigur reagieren, z. B. ob sie sich in Situationen, in denen es um Leben und Tod geht, für Hilfe entscheiden oder nicht.
Dies wäre bei physischen Büchern sehr viel schwieriger zu verfolgen. Wichtig zu erwähnen ist auch, dass Visual Novels nicht dieselben Limitationen hinsichtlich der Länge haben wie konventionelle Bücher.
So übersteigt beispielsweise die Gesamtwortzahl der englischen Fan-Übersetzung von Fate/stay night unter Berücksichtigung aller Verzweigungen die Länge und Wortzahl von Der Herr der Ringe.
Durch diesen erheblichen Zuwachs an Länge können Visual Novels Geschichten erzählen, die so lang und komplex sind wie die, die man oft in traditionellen Romanen findet, dabei trotzdem eine verzweigte Handlungsstruktur beibehalten und sich auf komplexe Geschichten mit ausgereiften Themen und konsistenten Handlungen konzentrieren, wie es die Choose Your Own Adventure-Bücher aufgrund ihrer physischen Beschränkungen nicht konnten.
Visual Novels, welche keine verzweigte Erzählung beinhalten wie beispielsweise Higurashi When They Cry, Planetarian: The Reverie of a Little Planet, Muv-Luv Alternative und Digital: A Love Story sind seltene Ausnahmen in dem Genre und werden als Kinetic Novel bezeichnet.
Viele Visual Novels drehen sich fast ausschließlich um die Interaktion der Charaktere und die Dialogauswahl, wie z. B. in Ace Attorney und Tokimeki Memorial, die in der Regel komplexe, sich verzweigende Dialoge enthalten und die möglichen Antworten des Spielers oft wortwörtlich so darstellen, wie der Spielercharakter sie sagen würde. In Titeln, in denen es um den Aufbau von Beziehungen geht, einschließlich Visual Novels und Dating-Simulationen wie Tokimeki Memorial und in einigen RPGs wie Persona gibt es oft Wahlmöglichkeiten, die mit einer unterschiedlichen Anzahl von „Stimmungspunkten“ verbunden sind, die die Beziehung der Spielerfigur und künftige Gespräche mit einer Nicht-Spielerfigur beeinflussen. Diese Spiele verfügen oft über einen Tag-Nacht-Zyklus mit einem Zeitplanungssystem, das den Interaktionen der Charaktere einen Kontext und eine Relevanz verleiht, so dass die Spieler entscheiden können, wann und ob sie mit bestimmten Charakteren interagieren, was wiederum deren Antworten in späteren Gesprächen beeinflusst.
Einige Visual Novels haben ein Moralsystem. Ein bekanntes Beispiel ist das Visual Novel School Days aus dem Jahr 2005, welches viele Animationen enthält. Die Zeitschrift Kotaku beschreibt das Auswahlsystem als herausragend, da es über die üblichen „Schwarz-und-Weiß“-Auswahlmöglichkeiten hinausgeht. In „normalen“ Spielen wie beispielsweise Mass Effect, Fallout 3 und BioShock wählt man als Spieler eine Seite und hat keine weiteren Möglichkeiten, die Geschichte zu beeinflussen. Dadurch bleibt viel erzählerische Freiheit ungenutzt.
School Days ermutigt den Spieler unkonventionelle Entscheidungen zu treffen und einen Mittelweg zu gehen, um auch interessantere „schlechte“ Enden sehen zu können, zum Beispiel ein Ende, bei dem ein Charakter stirbt oder der Hauptcharakter nicht die Geschichte vorantreibt.

### Kinetic Novels
Visual Novels, mit nicht verzweigten Handlungssträngen, wie Higurashi When They Cry, Muv-Luv Alternative und Digital: A Love Story werden als Kinetic Novel bezeichnet. Der Begriff wurde erstmals vom Publisher Key für seinen Titel Planetarian: The Reverie of a Little Planet verwendet.

### RPG Hybriden
Einige Rollenspiel-Spiele beinhalten Elemente, die für Visual Novels typisch sind. Ein in der westlichen Welt bekanntes Beispiel ist Lost Odyssey, ein RPG, welches Rückblenden mit dem Titel A Thousand Years of Dreams im Stil von Visual Novels beinhaltet. Diese wurden von dem preisgekrönten japanischen Kurzgeschichtenautor Kiyoshi Shigematsu verfasst.
Ein weiteres Beispiel ist die Spielserie BlazBlue des japanischen Entwicklers Arc System Works, die in einem komplexen Fantasy-Setting spielt und einen Zeitraum von hundert Jahren umfasst und während des Spiels je nach Handlung zurückgesetzt wird. Die vielen verzweigten Handlungsstränge können als eigenständige Geschichten fungieren, um die Handlung jedoch vollständig verstehen zu können, ist es notwendig auch die Geschichten im Arcade-Modus gespielt und verstanden zu haben.
Ein weiteres erfolgreiches Beispiel ist Segas Sakura Wars Serie, welche taktische Rollenspiel-Kämpfe mit Visual Novel Elementen verbindet. Es beinhaltet ein Echtzeit-Auswahlsystem, dass es dem Spieler ermöglicht, noch während eines Events oder einer Konversation eine Entscheidung (in einem vorgegebenen Zeitrahmen) zu treffen bzw. keine Entscheidung zu treffen.
Die Entscheidungen des Spielers beeinflussen die Beziehungen zwischen dem Spielercharakter und den anderen Charakteren und damit auch deren Leistungen in Kämpfen, die weitere Handlung und das Ende der Geschichte.
Spätere Titel der Serie haben weitere Arten mit denen Entscheidungen getroffen werden können. Beispielsweise eine Aktionsanzeige, welche abhängig von der Situation erhöht oder gesenkt werden kann und eine Anzeige, die vom Spieler mit dem Analogstick des Controllers je nach Situation verändert werden kann.
Der Erfolg von Sakura Wars führte zu einem Anstieg von Spielen, die Rollenspielelemente mit Visual-Novel-Charakteristika verbinden, zum Beispiel Thousand Arms, Riviera: The Promised Land und Luminous Arc.

## Stil

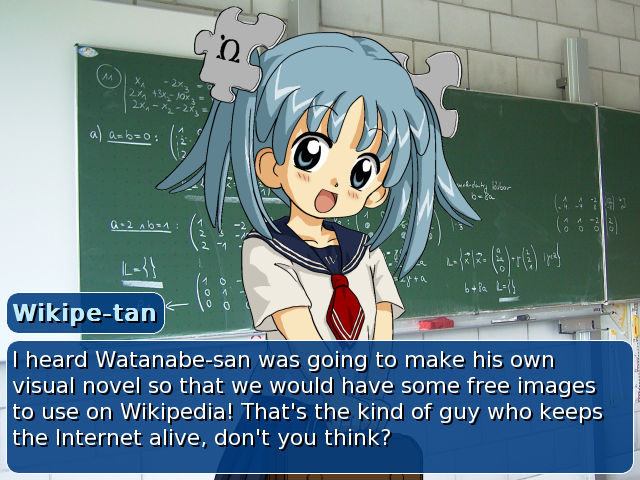
Visual Novels zeichnen sich in der Regel durch Dialogfelder und Sprites aus, die den Sprecher darstellen. Dies ist eine Nachbildung des üblichen Bildschirmlayouts eines Visual Novels, das von der Ren'Py Game Engine generiert wird.

Obwohl der Erzählstil der gleiche wie in der normalen Literatur ist, haben Visual Novels einen anderen Stil als klassische gedruckte Romane. Allgemein kann man sagen, dass Visual Novels eher aus der ersten als der dritten Person erzählt werden und Geschehnisse aus der Sicht eines einzelnen Charakters beschrieben werden.
In einer typischen Visual Novel bildet eine Sammlung von generischen Hintergründen (normalerweise ein Bild für jeden Ort bzw. Schauplatz in der Handlung), mit eingeblendeten Charakter-Sprites (jap.: 立ち絵, Romaji: tachi-e); die Perspektive ist in der Regel die Ich-Perspektive, wobei der Protagonist nicht in Erscheinung tritt. In bestimmten Schlüsselmomenten der Handlung werden stattdessen spezielle Event-CG-Computergrafiken eingeblendet; dabei handelt es sich um detailliertere Bilder, die speziell für die jeweilige Szene gezeichnet und nicht aus vordefinierten Elementen zusammengesetzt werden, die oft filmischere Kamerawinkel verwenden und den Protagonisten einschließen. Diese Ereignis-CGs können in der Regel jederzeit angesehen werden, sobald sie durch das Auffinden im Spiel „freigeschaltet“ wurden; dies motiviert dazu, das Spiel erneut zu spielen und verschiedene Entscheidungen zu treffen, da es normalerweise unmöglich ist, alle besonderen Ereignisse bei einem einzigen Durchgang zu sehen.
Bis in die 90er Jahre verwendeten ein Großteil der Visual Novels Pixel Art. Dies war besonders im NEC-PC-9801-Format üblich, welches den Ruf hat, die beste Pixel Art in der Geschichte der Videospiele hervorgebracht zu haben. Ein bekanntes Beispiel ist Policenauts aus dem Jahr 1994.
Es gibt auch Visual Novels, die Live-Action-Bilder oder Videomaterial verwenden, wie z. B. mehrere Sound Novel Spiele von Chunsoft. Das erfolgreichste Beispiel ist Machi, eines der bekanntesten Spiele in Japan, welches im Jahr 2006 in einer Leserumfrage von Famitsu zu den 100 besten Spielen aller Zeiten auf Platz 5 gewählt wurde. Das Spiel ähnelte einem Live-Action-Fernsehdrama, ermöglichte es den Spielern jedoch, verschiedene Charakterperspektiven zu erkunden und das Ergebnis zu beeinflussen. Ein weiteres erfolgreiches Beispiel ist 428: Shibuya Scramble, das von der Zeitschrift Famitsu eine perfekte Bewertung mit 40 von 40 Punkten erhielt.

## Geschichte
Die Geschichte von Visual Novels geht auf Portopia Serial Murder Case aus dem Jahre 1983 zurück. Es enthält nicht-lineare Elemente, darunter die Möglichkeit zwischen verschiedenen Bereichen in der Spielwelt zu reisen, ein verzweigtes Dialogsystem, welches den Verlauf der Geschichte durch die Wahl von Antwortmöglichkeiten und entsprechenden Antworten der Charaktere bestimmt. Hierdurch werden weitere Dialogoptionen möglich, die Abfolge von Ereignissen in der Spielwelt bestimmt oder alternative Enden freigeschaltet. Meistens gibt es nur ein sogenanntes „True-End“ und die anderen Enden stellen alternative Enden da, welche in einer möglichen Fortsetzung nicht aufgegriffen werden. Das Spiel verfügt über ein Telefon, mit dem der Spieler die Telefonnummern von verschiedenen Nicht-Spieler-Charaktere anrufen kann. Das Spiel bekam in Japan positive Kritik für die gut erzählte Geschichte, das überraschende Ende und diverse Möglichkeiten ein Ziel zu erreichen. Ein weiteres Beispiel ist das nicht-linear erzählte, sehr frühe Spiel Mirrors, welches 1990 von Soft Studio Wing für die PC-8801 und FM Towns Computer veröffentlicht wurde. Es bot eine verzweigte Erzählung, verschiedene Enden und Musik in Audio-CD-Qualität.
Ein weiteres häufig genutztes Stilmittel ist, die Geschichte aus der Sicht von mehreren Protagonisten zu erzählen. EVE Burst Error (1995), entwickelt von Hiroyuki Kanno und C's Ware, enthielt eine interessante Neuerung, welche es dem Spieler erlaubt jederzeit zwischen beiden Protagonisten zu wechseln, ohne erst eine Handlung abgeschlossen zu haben.
EVE Burst Error erfordert, dass der Spieler beide Protagonisten an bestimmten Stellen zusammenarbeiten lässt, und in bestimmten Szenarien Entscheidungen trifft, die andere Szenarien beeinflussen.
Ein wichtiger Meilenstein in der Geschichte von Visual Novels war YU-NO: A girl who chants love at the bound of this world (1996), entwickelt von Hiroyuki Kanno und ist ELFs berühmteste Visual Novel. Es bietet eine nicht lineare Erzählung, mit einem Science-Fiction-Plot, welcher sich um Zeitreisen und Paralleluniversen dreht.
Der Spieler reist zwischen den Welten mit Hilfe eines Reflektorgeräts, dass eine begrenzte Anzahl von Steinen verwendet, um eine bestimmte Position als Rückkehrort zu markieren, so dass der Spieler, wenn er beschließt, seine Schritte zurückzuverfolgen, in ein alternatives Universum zu der Zeit gehen kann, in der er einen Reflektorstein verwendet hat.
Das Spiel verfügt über ein System namens „Automatic Diverge Mapping System“ (ADMS, dt. Automatisches Abweichungskartierungssystem), dieses zeigt dem Spieler am, in welche Richtung der Geschichte die Handlung sich entwickelt. Es enthielt auch einen frühen Isekai-Handlungsbogen.
YU-NO hat die Visual-Novel-Industrie durch das ADMS-System revolutioniert. Die Nachfrage des Publikums nach groß angelegten Handlungssträngen und einem Soundtrack von ähnlicher Qualität und Ambition wie bei YU-NO nahm zu, was dazu führte, dass viele neue Talente eingestellt wurden.
Gamasutra schreibt in einem Artikel: „Das Genre wurde wieder zu einer neuen Bühne für junge Künstler und Musiker, mit Unternehmen, die bereit waren, auf frisches Blut zu setzen; der Markt florierte durch die Aufregung und die Risiken, die eingegangen wurden, und wurde zu einer Brutstätte der Kreativität“.
Die Verwendung von verzweigten Zeitlinien hatte einen Einfluss und öffnete „die Tür für Visual Novels, die aufwändiger werden und eine größere Bandbreite an Erzählsträngen aufweisen können, ohne dass der Spieler das Spiel von neuem beginnen muss“. Nintendo Life zufolge würde das moderne Visual-Novel-Genre ohne YU-NO nicht existieren. Verzweigte Zeitliniensysteme, die YU-NO ähneln, tauchten später auch in Rollenspielen wie Radiant Historia (2010) und der PSP-Version von PSP Tactics Ogre (2010).
Die beiden Sound Novels Machi (1998) und 428: Shibuya Scramble (2008) von Chunsoft haben das Konzept der mehreren Perspektiven noch weiter entwickelt. Sie erlauben dem Spieler, zwischen den Charakteren hin und her zu wechseln. Man kann Entscheidungen treffen, die auf andere Charaktere Auswirkungen haben. 428 hat bis zu 85 verschiedenen Enden. Ein weiteres bekanntes Visual Novel, welches verschiedene Perspektiven bietet, ist Fate/stay night (2004).

## Inhalt und Genre
Viele Visual Novels haben einen dramatischen Schwerpunkt, vor allem wenn es um Liebes- oder Familienthemen geht, aber auch Science-Fiction-, Fantasy- und Horrorromane sind keine Seltenheit.

### Dōjinshi-Spiele (Dōjin soft)
Dōjinshi (同人誌, meist als doujinshi transliteriert) ist der japanische Ausdruck für Fanpublikationen (fan-made). Dies beinhaltet (beschränkt sich jedoch nicht darauf) dōjin games (同人ゲーム), manchmal auch als dōjin soft (同人ソフト) bezeichnet. Diese Spiele im Stil von Visual Novels sind von Fans erschaffene Werke, die auf einem existierenden Fandom (meist Anime und Manga, aber auch Fernsehserien und andere Spiele und sogar andere Visual Novels) aufbauen. Dōjinshi-Spiele handeln meist von einer Romanze (auch als „shipping“ bezeichnet) zwischen zwei Charakteren, auch als otome game (乙女ゲーム) oder dating sim bezeichnet; wenn die Handlung erotisch wird (siehe Hentai), kann auch die Bezeichnung Eroge (エロゲ, ein Kunstwort aus erotic game: (エロチックゲーム)) verwendet werden.

### Erotika
Viele Visual Novels können auch dem Eroge-Genre zugeordnet werden, eine Abkürzung von Englisch 'erotic game' dt.: „erotischem Spiel“. Diese Spiele enthalten pornografische bzw. anzügliche Darstellungen, welche durch das Spielen von bestimmten Routen freigeschaltet werden. Meistens enthalten solche Szenen den Protagonisten beim Akt mit anderen Charakteren. Wie bei aus Japan stammender Pornografie üblich, werden die Genitalien bei Veröffentlichungen, die nicht außerhalb von Japan lizenziert wurden, verpixelt. Einige Eroges wurden ohne Sexszenen erneut veröffentlicht. Diese richten sich an ein jüngeres Publikum. Portierungen zu Spielekonsolen erfolgen auch ohne Sexszenen, da diese auf den Konsolen verboten sind. Die Handlung wird dementsprechend angepasst.
Traditionsgemäß enthalten Visual Novels für den PC mehr erotische Szenen, auch wenn der Hauptfokus der Geschichte nicht auf der Erotik liegt (ähnlich zu der „obligatorischen Sex-Szene“ in Hollywood-Action Filmen (vgl. James Bond)). Ein Großteil der Konsolenports von Visual Novels enthalten keinerlei jugendgefährdende Szenen und viele aktuelle Veröffentlichungen für den PC wurden auch für alle Altersstufen zugänglich gemacht.
Beispielsweise werden alle Titel des Entwicklers Key in einer familienfreundlichen Version veröffentlicht. Auch wenn alle anzüglichen Szenen entfernt wurden, kann die Thematik nicht Kindgerecht sein. Auch sind alle Titel des Entwicklers KID familienfreundlich.
Einige dieser Spiele wurden später um erotische Szenen erweitert und erneut veröffentlicht oder bekamen eine Fortsetzung, welche entsprechenden Szenen enthält. Little Busters! wurde ursprünglich für alle Altersgruppen entwickelt, später kam jedoch eine Version mit erotischen Szenen mit dem Titel Little Busters! Ecstasy raus. Sehr bekannt ist auch Clannad. Dieses Visual Novel wurde auch ursprünglich für alle Altersgruppen entwickelt, ihr Spinoff Tomoyo After: It's a Wonderful Life jedoch nicht.
Meistens werden zu Beginn die Charaktere vorgestellt, damit der Spieler bzw. der Protagonist eine Bindung zu ihnen aufbauen kann, bevor es zwischen den Charakteren zu sexuellen Handlungen kommt. Die Spiele Tayutama: Kiss on my Deity und Everlasting Summer des Entwicklers Lump of Sugar beispielsweise führen den Spieler auf diese Weise an die Charaktere heran. Hierdurch wird eine größere emotionale Auswirkung auf die Charaktere erzeugt.
Einige der ersten Adventure-Games aus Japan waren die bishōjo-Spiele, welche von Koei entwickelt wurden. Im Jahr 1982 wurde Night Life veröffentlicht. Es ist das erste kommerzielle erotische Computerspiel. Es war ein grafisches Adventure, welches erotische Darstellungen enthielt. Im gleichen Jahr veröffentlichte Koei einen anderen erotischen Titel, Danchi Tsuma no Yūwaku (Seduction of the Condominium Wife), welches eines der ersten Adventure-Games war, die farbige Grafik enthielten. Hierbei wurde das Acht-Farben-Spektrum des NEC-PC-8001-Computers verwendet. Das Spiel wurde ein Erfolg und verhalf Koei dazu, ein erfolgreicher Softwareentwickler zu werden. Andere Firmen, die heute wegen ihrer Rollenspiele bekannt sind wie Enix, Square oder Nihon Falcom, haben in den frühen 80er Jahren ähnliche erotische Spiele produziert. Einige frühe Erotik-Spiele kombinieren den erotischen Teil mit einer durchdachten, anspruchsvolle Geschichte, viele andere verwenden dies jedoch nur als schlechte Ausrede, um pornografische Inhalte einzubinden. In dem japanischen Spiel Pai Touch! erhält der Protagonist die Fähigkeit, die Größe der Brüste von Mädchen zu verändern und stürzt sich in ein Abenteuer, um herauszufinden, bei welchem Mädchen er diese Fähigkeit anwenden soll.
Ein weiteres Subgenre wird als „nukige“ (抜きゲー) bezeichnet. Hierbei steht die sexuelle Befriedigung des Spielers im Mittelpunkt.

### Science Fiction
1986 veröffentlichte Square das Science-Fiction-Spiel Suishō no Dragon für die NES-Konsole. Das Spiel enthielt verschiedene Innovationen, beispielsweise wurden viele Animationen anstatt von statischen Bildern verwendet und eine Benutzeroberfläche, die einem Point-and-Click-Spiel einer Konsole ähnelt, wie Portopia Serial Murder Case, jedoch werden grafisch ansprechende Icons statt textbasierten Beschriftungen verwendet, um verschiedene Aktionen zu beschreiben. Wie die NES-Version von Portopia Serial Murder Case hat es einen Cursor, der mit dem D-Pad des Controllers bewegt werden kann. Mit dem Cursor können Teile der Szenerie inspiziert werden. Der Cursor in Suishō no Dragon wird auch dazu verwendet, um auf Aktions-Icons zu klicken.
Hideo Kojima (bekannt durch die Metal Gear-Reihe) wurde durch Portopia Serial Murder Case dazu inspiriert in die Videospielindustrie einzusteigen und seine eigenen Adventuregames zu produzieren. Nachdem er sein erstes Stealth-Game (dt. „Heimlichkeitsspiel“) Metal Gear fertiggestellt hatte, wurde im folgenden Jahr sein erstes grafisches Adventure namens Snatcher im Jahr 1988 von Konami veröffentlicht.
Snatcher ist eine ambitionierte Detektivgeschichte mit einem Cyberpunk-Setting, die als grafisches Adventure umgesetzt wurde.
Zu seiner Zeit wurde es sehr hoch angesehen, da es die bekannten Grenzen von dem was durch Videospielerzählungen möglich war, durch filmische Zwischensequenzen und eine ernsthafte Handlung ausgereizt hat. Es enthielt auch ein postapokalyptisches Science-Fiction-Setting, einen Protagonisten mit Gedächtnisschwund und einige Lightgun-Shooter-Segmente. Gelobt wurde es auch für die Grafik, den Soundtrack, die qualitativ hochwertig geschriebene Geschichte, die sich an einem Roman messen kann, Sprachsynchronisation mit der Präzision eines Filmes oder eines Radiodramas und einer im Spiel integrierten Datenbank mit zusätzlichen Dokumenten, die die Spielwelt komplettieren.
Die Sega-CD-Version von Snatcher war lange Zeit das einzige große Visual Novel, das in Amerika veröffentlicht wurde. Trotz seiner niedrigen Verkaufszahlen entwickelte das Spiel einen Kultstatus.
Nach Metal Gear 2: Solid Snake, produzierte Kojima sein nächstes grafisches Adventure Policenauts (1994), ein Point-and-Click-Adventure, das ein frühes Beispiel für umfangreiche Vertonung von Videospielen ist. Es hat ein hartes Science-Fiction-Setting, die Erforschung des Weltraums steht im Mittelpunkt der Geschichte, der Plot ist von der antiken japanischen Geschichte von Urashima Tarō inspiriert und einige Full-Motion-Video-Zwischensequenzen. Das Gameplay ähnelte weitgehend dem von Snatcher, allerdings mit einem zusätzlichen Point-and-Click-Interface und einigen First-Person-Shooter-Segmenten. Policenauts beinhaltet erstmalig Zusammenfassungsbildschirme. Diese sollen das Gedächtnis des Spielers auffrischen und über den Plot informieren. Angezeigt wird dieser Bildschirm beim Laden eines Speicherstandes. Dieses Element verwendet Kojima später in Metal Gear Solid. Die PlayStation-Version von Policenauts kann die Speicherkarte der PlayStation einlesen und einen versteckten Dialog abspielen, wenn ein Speicherstand von Konamis Datingsimulator Tokimeki Memorial vorhanden ist. Von 1997 bis 1999 entwickelte Kojima die drei Tokimeki-Memorial-Drama-Series-Titel, welche Adaptionen von Tokimeki Memorial in einem Visual-Novel-Adventurespiel-Format darstellen. Weitere bekannte Beispiele für Science-Fiction-Visual-Novels sind Yu-No (1996) von ELF und 5pbs Chaos;Head (2008) und Steins;Gate (2009).

### Nakige
Ein bekanntes Subgenre von Visual Novels ist nakige (jap.: 泣きゲー, nakige dt.: „Heulspiel“). Diese haben im Gegensatz zu utsuge (jap.: 鬱ゲー, utsuge dt.: „bedrückendes Spiel“), meistens ein glückliches Ende. Das Hauptziel eines solchen Spiels ist es, den Spieler eine emotionale Bindung zu den Charakteren aufbauen zu lassen und bei den emotionalen Szenen zum Weinen zu bringen. Diese haben meistens einen größeren Einfluss auf den Spieler, wenn das Spiel abgeschlossen ist. Diese Spiele folgen meistens einem ähnlichen Aufbau: eine humorvoll gestaltete erste Hälfte, mit einer herzerwärmenden romantischen Mitte, gefolgt von einer tragischen Trennung und zum Abschluss meistens ein emotionales Wiedersehen.
Diese Formel wurde stark durch Hiroyuki Kannos YU-NO: A Girl Who Chants Love at the Bound of this World (1996) und Leafs To Heart (1997) beeinflusst. Der Stil wurde in One: Kagayaku Kisetsu e (1998) von Tactics wieder aufgegriffen und weiterentwickelt. Als One fertiggestellt war, verließ das Team Tactics und gründete den Entwickler Key. Bei diesem entwickelten sie ihren ersten Titel Kanon, welcher auch diesem Stil angehört. Satoshi Todome gibt in seinem Buch A History of Adult Games an, dass Kanon „stark gehypt wurde [und] ließ die Spieler bis zu seiner Veröffentlichung ungeduldig werden. Es war nur ein einziges Spiel, das Key bis dahin veröffentlicht hatte, und doch hatte es bereits große Schockwellen in der Branche ausgelöst. Und ein weiteres Spiel [Air], zwei Jahre später, löste sogar noch größere Schockwellen aus. Air wurde gleichermaßen gehyped und gut aufgenommen.“
Keys „Heulspiel“-Stil wurde erfolgreich in One und Kanon umgesetzt und wurde später von anderen Visual-Novel-Entwicklern übernommen, um ihre eigenen Spiele im „Heulspiel“-Stil zu entwickeln. Beispiele hierfür sind: Kana: Little Sister (1999) von Digital Object, die Memories Off-Serie (seit 1999) von KID, D.C.: Da Capo (2002) von Circus, Wind: A Breath of Heart (2002) von Minori und Snow (2003) von Studio Mebius (veröffentlicht durch Visual Art’s).
Eine der bekanntesten Visual Novels dieses Subgenres ist Clannad von Key, geschrieben von Jun Maeda, Yūichi Suzumoto, Kai und Tōya Okano.
Die 2004 erschienene Geschichte dreht sich um das zentrale Thema des Wertes einer Familie. In einer Umfrage des Dengeki G's Magazin wurde es zum besten bishōjo-Spiel aller Zeiten gewählt. Es diente als Grundlage für ein Medienfranchise mit erfolgreichen Adaptionen in Form einer Light Novel, eines Mangas, eines Zeichentrickfilms und einer hochgelobten Anime-Serie.
Im Jahr 2008 wurden mehrere von Keys Visual Novels in der Dengeki-Umfrage zu den zehn zu „Tränen rührendsten Spielen“ aller Zeiten gewählt, darunter Clannad auf Platz 2, Kanon auf Platz 4, Air auf Platz 7 und Little Busters! auf Platz 10.
Im Jahr 2011 wurden mehrere Visual Novels in der Famitsu-Umfrage zu den 20 zu „Tränen rührendsten Spielen“ aller Zeiten gewählt: Clannad auf Platz 4, Steins;Gate auf Platz 6, Air auf Platz 7, Little Busters! auf Platz 10 und 428: Shibuya Scramble auf Platz 14.

### Horror
Higurashi no Naku Koro ni (When They Cry) ist eine Visual Novel aus dem Jahr 2002 mit einem Schwerpunkt auf Horror, entwickelt von 07th Expansion und von dem „Heulspiel“-Subgenre inspiriert. Ryukishi07 von 07th Expansion gab 2004 an, wie er von Keys Arbeiten und Tsukihime während der Planungsphase von Higurashi no Naku Koro ni inspiriert wurde. Er spielte die Spiele des Entwicklers, sowie andere Visual Novels als Referenz und analysierte sie, um herauszufinden, warum sie so beliebt waren.
Er befand, dass das Geheimnis darin bestand, dass die Geschichten mit gewöhnlichen, angenehmen Tagen begannen, dann aber ein plötzliches Ereignis eintrat, dass den Spieler vor Schreck zum Weinen brachte. Er verwendete ein ähnliches Model als Grundlage für Higurashi, aber statt den Spieler zum Weinen zu bringen, wollte Ryukishi07 den Spieler durch Horrorelemente erschrecken. Weitere Beispiele für Visual Novels mit einem Horrorschwerpunkt sind: Animamundi: Dark Alchemist, Higanbana no Saku Yoru ni, Umineko no Naku Koro ni, Ookami Kakushi, Imabikisou, Saya no Uta, Doki Doki Literature Club! und das bekanntere Corpse Party.

## Visual Novels in der westlichen Welt
Vor dem Jahr 2000 wurden nur wenige Visual Novels in andere Sprachen übersetzt. Wie beim Genre der visuellen Romane im Allgemeinen handelt es sich bei der Mehrzahl der für den PC veröffentlichten Titel um Eroge. Hiramekis AnimePlay-Reihe stellt da eine große Ausnahme dar. Seit 2014 sind JAST USA und MangaGamer die beiden größten Publisher für übersetzte Visual Novels. Beide haben anfänglich primär Eroges vertrieben, vergrößern aber ihr Angebot auf Titel für alle Altersgruppen wie Steins;Gate und Higurashi no Naku Koro ni. Zusätzlich zu den kommerziellen Übersetzungen gibt es viele Fan-Übersetzungen von kostenlosen Visual Novels wie Narcissu und True Remembrance und einige wenige kommerzielle Titel wie Umineko no Naku Koro ni und Policenauts ins Englische. Häufig gibt es auch von Fans angefertigte Übersetzungen von japanischen Visual Novels in andere Sprachen als Englisch, wie Chinesisch, Französisch, Deutsch und Russisch.
Englische Übersetzungen von Visual Novels auf Konsolen waren bis zur Veröffentlichung des Nintendo DS selten, obwohl einige Spiele, die Visual-Novel-Elemente enthielten, schon vorher in der westlichen Welt veröffentlicht wurden, beispielsweise Hideo Kojimas Snatcher.
Aufgrund des Erfolges von Mystery-Titeln auf dem Nintendo DS wie die Ace Attorney-Reihe von Capcom (erstmalig auf dem Game Boy Advance im Jahre 2001 erschienen), Cings Hotel Dusk-Serie (seit 2006) und Level-5s Professor Layton-Serie (seit 2007), wurden japanische Visual Novels immer öfter in anderen Ländern veröffentlicht. Der Erfolg dieser Spiele hat dazu geführt, dass das Genre der Abenteuerspiele auch außerhalb Japans wieder auflebt.
GameSpot würdigte Phoenix Wright: Ace Attorney ganz besonders für die Wiederbelebung des Abenteuerspielgenres. Auf den Erfolg der Ace-Attorney-Reihe folgte bald darauf der noch größere Erfolg von Professor Layton von Level-5 im Jahr 2007.
Beide haben sich seither zu den meistverkauften Abenteuerspielen entwickelt: Ace Attorney verkaufte sich bis 2010 weltweit über 3,9 Millionen Mal, Professor Layton über 9,5 Millionen Mal. Der Erfolg der beiden Titel führte zu einem Anstieg von Übersetzungen von Visual Novels, um diese auch außerhalb von Japan zu vertreiben, darunter KIDs Ever 17: The Out of Infinity (2002), Cings Another Code-Reihe (seit 2005), Marvelous Entertainments Lux-Pain (2008), Chunsofts 999: Nine Hours, Nine Persons, Nine Doors (2010), und Capcoms Ghost Trick: Phantom Detective (2010).
In den letzten Jahren haben diverse moderne Adventuregames der westlichen Welt Vergleiche zu Visual Novels gezogen, unter anderem der Titel The Walking Dead (2012) von Telltale Games, Dontnod Entertainments Life Is Strange (2015). Der für Life Is Strange zuständige Creative Director bei Dontnod gab an, dass Visual Novels wie Danganronpa (2012) einen Einfluss auf das Spiel hatten.
Einige aktuelle Visual Novels wurden direkt in Englisch entwickelt und sind für eine englischsprachige Zielgruppe bestimmt. Nennenswerte Beispiele hierfür sind Doki Doki Literature Club! und VA-11 HALL-A.
Andere Sprachen wurden auch zum Fokus von Visual Novels, wie beispielsweise bei dem unabhängigen italienischen Videospiel-Designer Celso Riva, der mehrere von der Kritik hochgelobte Visual Novels entwickelt hat, unter anderem die Vera-Blanc- und Heileen-Serie, The Flower Shop, Summer Session, Planet Stronghold, das preisgekrönte Visual Novel Loren The Amazon Princess und das Spin-off Tales of Aravorn: Seasons of the Wolf.

### Visual Novels in Deutschland
Es gibt zwei in Deutschland ansässige Visual-Novel-Publisher. Nekonyan aus Osnabrück und Giiku Games (ehemals Prosiebensat1gaming) aus Rosenheim. Ebenfalls auf Deutsch produziert und publiziert TBF/TLS, z.B. The Last Secret (2022) und Sweet Science (2023), sowie ein Remake des Atari ST-Spiels von 1992 School's out Forever (2024).
Bernd und das Rätsel aus Unteraltenbach, ein von KrautChan-Benutzern entwickeltes Visual Novel aus dem Jahr 2014 wurde zu einer Internetlegende in Deutschland.

## Liste der am meisten verkauften Visual Novels

### Serien
Häufig stehen für Visual Novels keine oder ungenaue Verkaufszahlen zur Verfügung, da einige Daten über ein Jahrzehnt alt und nicht repräsentativ für ihre aktuelle Popularität sein können. Das heißt, dass es Visual Novels geben kann, die für einen hohen Rang in Frage kämen, jedoch nicht vorhanden sind.
| Serie                                              | Erscheinung | Entwickler                               | Anzahl an Verkäufen | Anmerkungen   |
| -------------------------------------------------- | ----------- | ---------------------------------------- | ------------------- | ------------- |
| J.B. Harold Murder Club                            | 1986        | Riverhillsoft                            | 20.000.000          | [ 59 ]        |
| Professor Layton                                   | 2007        | Level-5 / Akihiro Hino                   | 17.020.337          |               |
| Ace Attorney                                       | 2001        | Capcom / Shu Takumi                      | 9.200.000           | [ 60 ]        |
| Sakura Wars                                        | 1996        | Sega CS2 R&D / Red Entertainment         | 4.718.113           |               |
| Tokimeki Memorial                                  | 1994        | Konami / Koji Igarashi                   | 3.714.704           |               |
| Nekopara                                           | 2014        | Neko Works / Sayori                      | 3.000.000           | [ 61 ] [ 62 ] |
| Sound Novel                                        | 1992        | Chunsoft (Spike Chunsoft)                | 2.609.907           |               |
| Tantei Jingūji Saburō (Jake Hunter)                | 1987        | Data East                                | 2.346.841           |               |
| Fate                                               | 2004        | Type-Moon / Kinoko Nasu                  | 2.096.148           |               |
| Danganronpa                                        | 2010        | Spike (Spike Chunsoft) / Kazutaka Kodaka | 5.000.000           |               |
| Sakura                                             | 2014        | Winged Cloud                             | 1.566.022           |               |
| Steins;Gate                                        | 2009        | 5pb. / Nitroplus                         | 1.244.544           |               |
| Rance                                              | 1989        | AliceSoft                                | 1.159.193           |               |
| Higurashi: When They Cry                           | 2002        | 07th Expansion / Ryukishi07              | 1.109.018           |               |
| Shinseiki Evangelion (Neon Genesis Evangelion)     | 1996        | Sega AM2 / Gainax Network Systems        | 1.040.972           |               |
| Dōkyūsei                                           | 1992        | ELF Corporation                          | 722.662             |               |
| Zero Escape                                        | 2009        | Chunsoft / Kotaro Uchikoshi              | 640,213             |               |
| The Death Trap                                     | 1984        | Squaresoft / Hironobu Sakaguchi          | 600.000             |               |
| To Heart                                           | 1997        | Leaf                                     | 584.263             |               |
| EVE                                                | 1995        | Hiroyuki Kanno / C's Ware                | 575.873             |               |
| Clannad                                            | 2004        | Key / Jun Maeda                          | 468.278             |               |
| Welcome to Pia Carrot                              | 1996        | Cocktail Soft                            | 320.696             |               |
| Hatoful Boyfriend                                  | 2011        | PigeoNation Inc. / Hato Moa              | 317.015             |               |
| Kidou Senkan Nadesico (Martian Successor Nadesico) | 1997        | Sega                                     | 284.255             |               |
| Cardcaptor Sakura ~Sakura to Card to O-Tomodachi~  | 1999        | MTO                                      | 193.745             |               |
| Muv-Luv                                            | 2003        | âge                                      | 140,708             |               |
| Dies irae                                          | 2007        | Light                                    | 100.000             | [ 63 ]        |

### Eigenständige Visual Novels
| Titel                                                             | Erscheinung | Entwickler                       | Anzahl an Verkäufen | Anmerkungen |
| ----------------------------------------------------------------- | ----------- | -------------------------------- | ------------------- | ----------- |
| Doki Doki Literature Club!                                        | 2017        | Team Salvato                     | 2.500.000           |             |
| Portopia Renzoku Satsujin Jiken (The Portopia Serial Murder Case) | 1983        | Yuji Horii / Chunsoft            | 700.000             | [ 64 ]      |
| VA-11 HALL-A                                                      | 2016        | Sukeban Games                    | 500.000             | [ 65 ]      |
| 13 Sentinels: Aegis Rim                                           | 2019        | Vanillaware                      | 500.000             |             |
| Nonomura Byōin no Hitobito (Mystery of Nonomura Hospital)         | 1996        | ELF Corporation                  | 400.000             | [ 66 ]      |
| YU-NO: A Girl Who Chants Love at the Bound of this World          | 1996        | Hiroyuki Kanno / ELF Corporation | 380.820             |             |
| Long Live The Queen                                               | 2012        | Hanako Games / Spiky Caterpillar | 369.384             |             |
| Policenauts                                                       | 1994        | Hideo Kojima / Konami            | 341.483             |             |
| Kanon                                                             | 1999        | Key / Naoki Hisaya               | 317.512             |             |
| Air                                                               | 2000        | Key / Jun Maeda                  | 308.382             |             |
| Hotel Dusk: Room 215                                              | 2007        | Cing                             | 213.208             | [ 67 ]      |
| Monster Prom                                                      | 2018        | Beautiful Glitch                 | 200.000             | [ 68 ]      |
| Can Can Bunny: Premiere                                           | 1992        | Cocktail Soft / KID              | 159.502             |             |
| Doukoku Soshite...                                                | 1997        | Data East                        | 131.085             |             |
| Desire                                                            | 1994        | Hiroyuki Kanno / C's Ware        | 102.187             |             |

### Längste Visual Novels
Dies ist eine Liste von Videospielen mit den längsten Scripten, basierend anhand der Anzahl an Text/Dialoge in einem Spiel.
Diese Liste nutzt drei Methoden, um die Länge eines Spiels zu bestimmen:
- Zeilenanzahl
- Einzelne Wörter
- Scriptgröße (in Kilobytes (KB))

| Spieltitel                                               | Zeilenanzahl (tausend) | Wörter (tausend) | Scriptgröße (kB) |
| -------------------------------------------------------- | ---------------------- | ---------------- | ---------------- |
| Ecchi Sensei                                             | 191                    | 1500             | 8050             |
| France Shoujo ~Une fille blanche~                        | 144                    |                  | 5650             |
| W. L. O. Sekai Renai Kikō                                | 148                    |                  | 4570             |
| Hello, world                                             | 85                     |                  | 4570             |
| We Without Wings                                         | 59                     |                  | 4330             |
| Little Busters! Ecstasy                                  | 110                    | 1300             | 4200             |
| Rumbling Hearts: Latest Edition                          | 106                    |                  | 4150             |
| Clannad                                                  | 101                    | 1300             | 4010             |
| YU-NO: A Girl Who Chants Love at the Bound of this World | 99                     | 1300             | 4000             |
| Fate/stay night                                          | 95                     | 1000             | 3950             |
| To Heart 2: XRATED                                       |                        |                  | 3830             |
| The Fruit of Grisaia                                     | 67                     | 1000             | 3820             |
| Rewrite                                                  | 109                    | 775              | 3650             |
| Steel                                                    | 113                    |                  | 3560             |
| Little Busters! Memorial Edition                         | 105                    |                  | 3450             |
| White Album 2 ~closing chapter~                          | 61                     |                  | 3410             |
| Higurashi no Naku Koro ni Kai                            | 45                     |                  | 3380             |
| Umineko: When They Cry                                   | 40                     | 950              | 2820             |
| Tsukihime                                                | 66                     | 750              | 3170             |
| Maji de Watashi ni Koi Shinasai!                         | 86                     |                  | 3100             |
| Little Busters!                                          | 75                     |                  | 2850             |
| Muv-Luv Alternative                                      | 54                     |                  | 2800             |
| Umineko no Naku Koro ni Chiru                            | 40                     |                  | 2620             |
| Muv-Luv                                                  | 64                     |                  | 2550             |
| Baldr Sky: Dive 2 "Recordare"                            | 48                     |                  | 2470             |
| To Heart 2: Another Days                                 |                        |                  | 2470             |
| Deus Machina Demonbane                                   |                        |                  | 2410             |
| Fate/hollow ataraxia                                     | 44                     |                  | 2300             |
| Baldr Sky: Dive1 "Lost Memory"                           | 44                     |                  | 2260             |
| Higurashi: When They Cry                                 | 35                     | 730              | 2270             |
| Chaos;Head Noah                                          | 32                     |                  | 2170             |
| Baldr Force EXE                                          | 27                     |                  | 2040             |
| To Heart PSE                                             |                        |                  | 1850             |
| Steins;Gate                                              | 39                     | 620              | 1830             |
| Chaos;Head                                               | 25                     | 610              | 1800             |
| Katawa Shoujo                                            | 33                     | 490              |                  |
| Ever 17: The Out of Infinity                             | 25                     | 420              | 1910             |
| Air                                                      | 50                     |                  | 1740             |
| White Album 2                                            |                        |                  | 1660             |
| To Heart                                                 |                        |                  | 1600             |
| Kanon                                                    | 39                     |                  | 1540             |
| Sharin no Kuni, Himawari no Shōjo                        | 40                     | 400              | 1570             |
| Sharin no Kuni, Yūkyū no Shōnenshōjo                     | 30                     |                  | 1120             |
| Phantom of Inferno                                       |                        |                  | 1100             |
| Tomoyo After: It's a Wonderful Life                      | 30                     | 400              | 790              |
| Cross Channel                                            | 42                     | 300              | 1360             |
| Kagetsu Tohya                                            | 22                     |                  | 1150             |
| Kara no Shōjo                                            | 25                     |                  | 1040             |
| Kana: Little Sister                                      |                        |                  | 700              |
| White Album 2 ~introductory chapter~                     |                        | 11               | 520              |
| Kishin Hishou Demonbane                                  |                        |                  | 450              |
| Clannad: The Past Path                                   | 16                     | 98               |                  |
| Higurashi no Naku Koro ni Rei                            | 5                      |                  | 330              |
| Umineko no Naku Koro ni Tsubasa                          | 5                      |                  | 280              |
| Analogue: A Hate Story                                   |                        | 59               |                  |
| Xenosaga: A Missing Year                                 |                        | 50               |                  |
| Depression Quest                                         |                        | 40               |                  |
| Shin Koihime † Musou                                     | 108                    |                  |                  |